# Sombrio
Sombrio is een gemeente in de Braziliaanse deelstaat Santa Catarina. De gemeente telt 26.293 inwoners (schatting 2009).

## Aangrenzende gemeenten
De gemeente grenst aan Araranguá, Balneário Gaivota, Ermo, Jacinto Machado en Santa Rosa do Sul.

## Verkeer en vervoer
De plaats ligt aan de noord-zuidlopende weg BR-101 tussen Touros en São José do Norte. Daarnaast ligt ze aan de weg SC-449.